# 굿 트러블
《굿 트러블》(영어: Good Trouble)은 2019년부터 2024년까지 방영된 미국의 텔레비전 드라마이다.